# Susan Athey
Susan Carleton Athey (née en novembre 1970) est une économiste américaine. Elle est depuis 2013 professeur d'économie à la Stanford Graduate School of Business. C'est la première femme lauréate de la médaille John Bates Clark.

## Biographie
Elle est née à Boston et a grandi à Rockville, Maryland. Très jeune, elle se distingue par son intelligence de surdouée.
Susan Athey entre à l'université Duke à l'âge de 16 ans. Comme étudiante à Duke, elle suit trois majeures, en économie, mathématiques et informatique. Elle commence des recherches en économie dès sa deuxième année (sophomore), notamment sur le mécanisme des actions avec le professeur Robert Marshall. Elle s'implique par ailleurs dans la vie de l'université : elle est trésorière de la sororité Chi Omega et présidente du club de hockey sur gazon.
Athey est titulaire d'un doctorat de la Stanford Graduate School of Business, à l'âge de 24 ans. Son premier poste est celui d'assistante, puis de professeure associée au Massachusetts Institute of Technology de 1995 à 2001, puis elle revient à Stanford de 2001 à 2006 comme professeur d'économie. 
Elle est professeure à l'Université Harvard de 2006 à 2012. De 2007 à 2014, elle aide à temps partiel Microsoft, qui développait le moteur de recherche Bing, dans sa bataille contre le quasi-monopole de google.
Elle revient ensuite à Stanford en 2013, où elle est Le professeur d'économie de la technologie.
En juin 2022, elle quitte provisoirement Stanford pour occuper le poste de Chef Economiste de la division antitrust du Département de la Justice des États-Unis. Elle retourne à Stanford en févier 2024.
Athey est l'épouse de l'économiste Guido Imbens, avec lequel elle a trois enfants.

## Travaux
Elle contribue énormément dans plusieurs domaines de la science économique, toutefois ses contributions les plus remarquables sont la modélisation de l'incertitude. Sa thèse de doctorat porte sur l'utilisation des comparaisons statistiques dans des problèmes stochastiques. Sur ce sujet, certains auteurs écrivent que Susan Athey devance les travaux de son mentor, le Nobel Paul Milgrom. 
Elle étudie aussi le comportement des investisseurs compte tenu de l'incertitude, et de ses hypothèses sur le comportement des enchères. Au début des années 1990, Athey découvre les failles d'un mécanisme de règlement des différends trop indulgent. C'est à partir de sa propre expérience de vente aux enchères d'ordinateurs de l'administration américaine qu'elle découvre que ces ventes aux enchères sont en réalité lourdes de collusions,.

## Publications
- "Efficiency in Repeated Trade with Hidden Valuations," (with David Miller). "L'efficacité dans le commerce répété avec Hidden Valuations", (avec David Miller). Accepted subject to final revisions, Theoretical Economics. Acceptées sous réserve d'ultimes révisions, Theoretical Economics.
- "Discrete Choice Models with Multiple Unobserved Choice Characteristics," (with Guido Imbens). "Modèles de choix discret avec de multiples choix de caractères non observés," (avec Guido Imbens). Accepted subject to final revisions, International Economic Review. Acceptées sous réserve d'ultimes modifications, International Economic Review.
- "Identification and Inference in Nonlinear Difference-In-Difference Models," (with Guido Imbens). "Identification et Inference in Nonlinear Difference-In-Difference Models," (avec Guido Imbens). Econometrica 74 (2), March, 2006, 431-498. Econometrica 74 (2), mars, 2006, 431-498.
- "The Optimal Degree of Monetary Policy Discretion," (with Andrew Atkeson and Patrick Kehoe), Econometrica 73 (5), September, 2005, 1431-1476. "Le degré optimal de la politique monétaire Discrétion," (avec Andrew Atkeson et Patrick Kehoe), Econometrica 73 (5), septembre, 2005, 1431-1476.
- "Collusion and Price Rigidity," (with Kyle Bagwell and Chris Sanchirico). "Collusion et de rigidité des prix," (avec Kyle Bagwell et Chris Sanchirico). Review of Economic Studies 71 (2), April 2004, 317-349. Review of Economic Studies 71 (2), avril 2004, 317-349.
- "Identification in Standard Auction Models," (with Philip Haile), Econometrica, 70 (6), November 2002, pp. "Identification dans la norme Auction Models», (avec Philip Haile), Econometrica, 70 (6), novembre 2002, pp. 2107-2140.
- "The Impact of Information Technology on Emergency Health Care Outcomes," (with Scott Stern), The RAND Journal of Economics, 33 (3), Autumn 2002, pp. "The Impact of Information Technology on Emergency Health Care Outcomes," (avec Scott Stern), RAND Journal of Economics, 33 (3), automne 2002, pp. 399-432.
- "Monotone Comparative Statics Under Uncertainty," Quarterly Journal of Economics, February 2002, CXVII (1): 187-223. "Monotone Comparative Statics Under Uncertainty», Quarterly Journal of Economics, février 2002, CXVII (1): 187-223.
- "Optimal Collusion with Private Information," (with Kyle Bagwell), RAND Journal of Economics, Autumn 2001, 32 (3): 428-465. "Optimal Collusion avec Private Information", (avec Kyle Bagwell), RAND Journal of Economics, automne 2001, 32 (3): 428-465.
- "Single Crossing Properties and the Existence of Pure Strategy Equilibria in Games of Incomplete Information," Econometrica 69 (4), July, 2001: 861-890. "Seul le passage à niveau et Maisons Pure Existence de la Stratégie Equilibria dans Jeux de Incomplete Information», Econometrica 69 (4), July, 2001: 861-890.
- "Information and Competition in US Forest Service Timber Auctions," (with Jonathan Levin), Journal of Political Economy, 109 (2), April 2001. "L'information et la concurrence dans le US Forest Service Timber Auctions," (avec Jonathan Levin), Journal of Political Economy, 109 (2), avril 2001. Reprinted in: Empirical Industrial Organization, Paul Joskow and Michael Waterson, ed., Critical Ideas in Economics, Edward Elgar, forthcoming 2004. Reprinted in: Empirical Industrial Organization, Paul Joskow et Michael Waterson, éd., Critical Ideas in Economics, Edward Elgar, à paraître en 2004.
- "Investment and Market Dominance," (with Armin Schmutzler), RAND Journal of Economics 32 (1), Spring 2001: 1-26. «Investment and Market Dominance» (avec Armin Schmutzler), RAND Journal of Economics 32 (1), printemps 2001: 1-26.
- "Mentoring and Diversity," (with Chris Avery and Peter Zemsky), American Economic Review 90 (4) September 2000: 765-786. «Le mentorat et de la diversité", (avec Chris Avery et Peter Zemsky), American Economic Review, 90 (4) Septembre 2000: 765-786.
- "Product and Process Flexibility in an Innovative Environment, "(with Armin Schmutzler), RAND Journal of Economics, 26 (4) Winter1995: 557-574. "La flexibilité du produit et des processus dans un environnement novateur," (avec Armin Schmutzler), RAND Journal of Economics, 26 (4) Winter1995: 557-574

## Distinctions
- State Farm Dissertation Award, 1995
- Prix Elaine Bennett pour la recherche, 2000
- Fellow, Société d'économétrie, 2004
- Médaille John Bates Clark en 2007[10],[11]
- Membre de l'Académie américaine des arts et des sciences, 2008
- Membre de l'Académie nationale des sciences, 2012[12]
- Adam Smith Award de la National Association for Business Economics (en), 2020[13]
- Docteur Honoris Causa, Université Duke, 2009 ; London Business School, 2022